# Mixed Up (The Cure)
Mixed Up – kompilacja zespołu The Cure zawierająca remiksy piosenek zespołu. Album promowały remix i wersja oryginalna premierowej piosenki Never Enough oraz remix piosenki Close to Me. W dniu 21 kwietnia 2018 ukazała się zremasterowana edycja specjalna albumu na dwóch kolorowych winylach, z okazji Record Store Day. Tego samego dnia miała miejsce premiera kontynuacji tego wydawnictwa – Torn Down. Natomiast 15 czerwca ukażą się one na standardowych płytach winylowych, a ponadto w sprzedaży pojawią się zremasterowane Mixed Up na CD oraz trzypłytowe wydanie CD Deluxe Edition, zawierające zremasterowany oryginalny album, zremasterowane remiksy z lat 1982-1990 i Torn Down.

## Lista utworów[6]

### Płyta kompaktowa
1. Lullaby  – Extended Mix (7:43)
2. Close To Me – Closer Mix (5:44)
3. Fascination Street – Extended Mix (8:47)
4. The Walk – Everything Mix (5:27)
5. Lovesong – Extended Mix (6:19)
6. A Forest – Tree Mix (6:55)
7. Pictures of You – Extended Dub Mix (6:41)
8. Hot Hot Hot!!! – Extended Mix (7:01)
9. The Caterpillar – Flicker Mix (5:40)
10. Inbetween Days – Shiver Mix (6:22)
11. Never Enough – Big Mix (6:07)

### Płyta winylowa
Strona A
1. Lullaby  – Extended Mix (7:43)
2. Close To Me – Closer Mix (5:44)
3. Fascination Street – Extended Mix (8:47)

Strona B
1. The Walk – Everything Mix (5:27)
2. Lovesong – Extended Mix (6:19)
3. A Forest – Tree Mix (6:55)

Strona C
1. Pictures of You – Extended Dub Mix (6:41)
2. Hot Hot Hot!!! – Extended Mix (7:01)
3. Why Can’t I Be You ? – Extended Mix (8:07)

Strona D
1. The Caterpillar – Flicker Mix (5:40)
2. Inbetween Days – Shiver Mix (6:22)
3. Never Enough – Big Mix (6:07)

### Deluxe Edition

#### CD 1 – Mixed Up
Zremasterowany oryginalny album.

#### CD 2 – Mixed Up Extras 2018: Remixes 1982-1990
1. Let’s Go To Bed (Extended Mix 1982 – 2018 remaster) (7:44) [Pierwotnie na stronie B singla Let's Go To Bed]
2. Just One Kiss (Extended Mix 1982 – 2018 remaster) (7:15) [Pierwotnie na stronie B singla Let's Go To Bed]
3. Close To Me (Extended Remix 1985 – 2018 remaster) (6:31) [Pierwotnie na stronie B singla Close To Me]
4. Boys Don’t Cry (New Voice Club Mix 1986 – 2018 remaster) (5:29) [Pierwotnie na stronie B singla Boys Don’t Cry (New Voice, New Mix)]
5. Why Can’t I Be You? (Extended Mix 1987 – 2018 remaster) (8:07) [Pierwotnie na stronie B singla Why Can't I be You? i winylowym wydaniu Mixed Up]
6. A Japanese Dream (12″ Remix 1987 – 2018 remaster) (5:47) [Pierwotnie na stronie B singla Why Can't I be You?]
7. Pictures of You (Extended Version 1990 – 2018 remaster) (8:06) [Pierwotnie na stronie B singla Pictures of You]
8. Let’s Go To Bed (Milk Mix 1990 – 2018 remaster) (7:13) [Pierwotnie na stronie B singla Never Enough]
9. Just Like Heaven (Dizzy Mix 1990 – 2018 remaster) (3:42) [Pierwotnie na stronie B singla Close To Me (Closer Mix)]
10. Primary (Red Mix 1990 – 2018 remaster) (7:10) [Pierwotnie na stronie B singla Close To Me (Closer Mix)]
11. The Lovecats (TC & Benny Mix 1990 – 2018 remaster) (4:39) [Pierwotne dostępne na stronie thecurehitsus.com]

#### CD 3 – Torn Down – Mixed Up Extras 2018
Zobacz artykuł poświęcony Torn Down.